# Tommy Seymour
Thomas Samuel Fenwick Seymour (Nashville, 1º luglio 1988) è un rugbista a 15 britannico, internazionale per la Scozia, che gioca nel ruolo di tre quarti ala con Glasgow Warriors.

## Biografia
Seymour è nato a Nashville (Tennessee), dove la famiglia all'epoca risiedeva per lavoro, da una coppia di genitori britannici (padre inglese e madre scozzese di Glasgow); fino a nove anni visse negli Stati Uniti, poi a Dubai e successivamente la famiglia si ristabilì nel Regno Unito a Belfast, in Irlanda del Nord.
Per motivi geografici e di residenza iniziò la sua formazione nei ranghi del sistema rugbistico della federazione irlandese, militando nella formazione nazionale U-19 ed entrando nella franchise dell'Ulster.
Nel 2011 si trasferì in Scozia al Glasgow Warriors e optò per rappresentare tale nazione grazie all'ascendenza materna.
Debuttò internazionalmente a Nelspruit il 15 giugno 2013 contro il Sudafrica.
Fu tra i protagonisti della prima, storica, vittoria di Glasgow Warriors nel campionato 2014-15, nel cui dream team fu nominato, fu tra i convocati alla Coppa del Mondo di rugby 2015 dove mise complessivamente a segno 4 mete.
Nel 2017 fu convocato per il tour dei British Lions in Nuova Zelanda; benché senza presenze nei test match contro gli All Blacks, marcò tre mete nei quattro incontri infrasettimanali disputati, che ne fanno il miglior realizzatore di mete assoluto della spedizione.

## Palmarès
- Pro12: 1
Glasgow Warriors: 2014-15